# Туджи
Туджи (норв. Tooji, настоящее имя Турадж Кешткар, норв. Touraj Keshtkar, перс. تورج کشتکار‎, род. 26 мая 1987 в Ширазе, Иран) — норвежский певец иранского происхождения, представитель Норвегии на конкурсе песни Евровидение 2012.
Родился в Иране, в годовалом возрасте переехал с родителями в Норвегию. В 18 лет начал работу телеведущим на телеканале «MTV». Дебютный сингл «Swan Song» был выпущен им в 2008 году. Помимо музыкальной деятельности является активным борцом за права человека. В июне 2015 года совершил каминг-аут, в надежде, что этот шаг поможет ЛГБТ-подросткам.
11 февраля исполнитель был выбран, чтобы представить свою страну на конкурсе песни «Евровидение», который прошёл в Баку. Конкурсная композиция «Stay» была исполнена во втором полуфинале, 24 мая 2012 года, и заняла 10 место, что позволило ей пройти в финал конкурса, в котором певец занял 26-е (последнее) место.